# 瑞士联邦铁路Am 4/6型燃气涡轮机车
瑞士联邦铁路Am 4/6型燃气涡轮机车（德语：SBB Am 4/6）是全球第一型燃气涡轮机车，仅制造1101号一台。1938年由布朗-博韦里股份公司为瑞士联邦铁路制造，定位为用于非电气化铁路的实验型燃气涡轮机车。

## 技术

### 研制
该型机车在研制时尽可能使用现有技术，以避免燃气轮机以外的部分出问题。选择电力传动是因为电力传动在既有柴油机车上表现良好，其允许多轴传动，因而在输出功率一定的前提下比当时的柴油机车和蒸汽机车自重更轻。未选择液力传动的原因在于，当时若选择液力传动则输出功率无法超过300千瓦。
该型机车的燃气轮机内部包含压气机、燃烧室及涡轮。压气机需要大约4500千瓦的功率将空气推入燃烧室（空气压力介乎1至3 kgf/cm2，取决于涡轮转速)，燃料在该处被喷射和燃烧，导致气体膨胀，此时气体温度为500°C到600°C，驱动涡轮，产生约6000千瓦的功率。 废气先通过换热器预热吸入的空气，而后在车顶排出。用于驱动机车的功率仅能剩余1500千瓦。

### 能效
研究表明，该型机车的燃气轮机在怠速状态为0能效；稳步升至中等负荷时能效为15%，功率为746千瓦；升至高负荷下能效为18%，功率为1268千瓦；升至最高负荷时能效为16%，功率为1641千瓦；这还没有计算电力驱动所产生的功率损失。与传统柴油发动机相比，其能效很低，是阻碍该技术普及的主要原因之一。

### 启动机车
首先，通过电池启动一台辅助柴油发电机，而辅助柴油发电机又为启动燃气轮机提供电力。燃气轮机先借助辅助柴油发电机加至怠速，之后燃气轮机转速加至怠速（100转/分钟）状态后，即可独立运行作为用于驱动机车的发动机，这个过程约需4分钟。在燃气轮机加至怠速期间，辅助柴油发电机在适用于在低速（10千米/小时）状态下驱动机车。

### 提升输出功率
司机通过功率控制器控制输出功率提升，效果包括：
- 燃烧室注入更多燃料
- 调速器（英语：Governor (device)）调整至适合更高转速运行状态
- 过载保护器警示是否存在过载（转速低于目标或负载所需）

由于较低的负载和注入更多的燃料，转速随之增加（发电机满载转速高达300转/分钟），在某个节点上燃气轮机达到其目标速度，负载再次增加到所需的水平，以达到燃气轮机的功率输出和牵引电动机所需的功率之间的新平衡。
反之则原理相同，顺序相反。

### 制动
为了避免在长下坡路段使用空气制动时出现磨损和过热，因而考虑过替代的制动系统。由于该型机车燃气轮机的压气机需能够运行在高达4500千瓦的功率下，因而计划通过关闭燃气轮机燃烧室的燃油供应以停止电力供应，进而完成制动。目前还不清楚该制动系统是否真正被安装、使用。

### 安全措施
若司机不能及时令机车提升输出功率（比如在上坡时而非上坡前），则涡轮转速可能不能及时提升至所需速度，进而出现因燃料过量燃烧，而且涡轮也可能过热。若涡轮过热，则通过警告灯向司机告警；如果此时司机没有降低负载，则在温度再次升高30°C后切断燃料供应。
若因燃气轮机转速过快且调速器无法补偿而导致保险丝烧断或烧电线，安全装置会减少燃气轮机的空气供应，促使燃烧室的温度上升，进而促成燃气轮机由于温度过高而关闭。
对燃烧室也进行了监测，如果燃烧室温度变得过低（导致燃油停止燃烧等），控制器会尝试再次点燃燃油，若无法点燃则在5秒内切断燃油供应。

### 控制原理
该型机车所使用的燃气轮机的控制是通过油实现的。所有输入（调速器、功率控制器等）均是通过在油循坏上的阀门和泵控制油的流动，进而控制活塞做出必要的动作。

## 历史
1938年，布朗-博韦里股份公司为瑞士纳沙泰尔市防空洞制造了一台功率为4000千瓦的燃气涡轮发电机，用于应急供电。同年，布朗-博韦里股份公司还评估了使用燃气轮机为铁路机车提供动力的可行性，并建议瑞士联邦铁路购买一种功率为1620千瓦的新型电力传动燃气轮机机车。
当时的瑞士联邦铁路亦有意考虑未来使用燃气涡轮机车。布朗-博韦里股份公司在上述建议中的机车设有6个车轴，因而其发动机功率最高只能为1620千瓦。最高运营速度定为110千米/小时。瑞士联邦铁路要求机车全重（加满燃料后）不得超过92吨。此外，相关协议还规定在机车通过测试后，瑞士联邦铁路必须将其投入运营。机车研制工作由布朗-博韦里股份公司主持，机车机械部分由瑞士机车和机器制造厂制造。
1941年9月5日，该机车开始试运行工作，随后进行了进一步试运行。由于因战争导致的燃料短缺，试运行多次被中断。因在试运行中表现出色，布朗-博韦里股份公司说服了瑞士联邦铁路，因此该机车于1944年10月1日正式交付瑞士联邦铁路。
由于在瑞士缺乏合适的应用场合，机车从1945年到1946年被租予法国国家铁路。在牵引巴塞尔到斯特拉斯堡和肖蒙的特快列车的过程中有着不错的表现。随后，该机车在瑞士再次使用。1950年6月20日至11月2日，该机车租予德国联邦铁路使用，有资料称其在西德运用期间表现出的爬坡能力比“德意志国铁路01型蒸汽机车”更出色。

### 退役
1954年，该机车因磨损严重、维修费过高且因瑞士联邦铁路所属非电气化铁路较少使得该机车运用面有限而退役。截至退役之时，“瑞士联邦铁路Am 4/6型燃气涡轮机车”共计行驶约41万千米。
瑞士联邦铁路一直没能大规模运用燃气涡轮机车。布朗-博韦里股份公司的燃气涡轮机车在出口方面也未能打开市场，布朗-博韦里股份公司的燃气涡轮机车出口订单仅有英国大西部铁路订购的英国铁路18000号机车（该机车在交付时大西部铁路已并入英国铁路）。

### 改装为“瑞士联邦铁路Ae 4/6III型电力机车”
唯一的一台“瑞士联邦铁路Am 4/6型燃气涡轮机车”在退役后，被改装为“瑞士联邦铁路Ae 4/6 III型电力机车”。改装工作于1958年开始，1961年完成。改装后的机车编号改为10851。改装后的机车于1978年退役。